# 와글와글 친구들
와글와글 친구들은 옴니버스식 TV 애니메이션 시리즈다. 대한민국에서는 KBS에서 열려라 꿈동산의 한 코너로 방영되었다. 신버전은 2011년 2월 28일부터 2012년 8월 24일까지 매주 월~금 저녁 6시 50분부터 저녁 7시까지 EBS를 통해 방영되었다가 2013년 3월 1일부터 2014년 8월 21일까지 재방영했다. EBS KIDS는 2014년 3월 24일부터 2015년 2월 27일까지 방송했다.
원판 애니메이션은 유튜브 채널에서 볼 수 있고, 한국어 더빙판은 재생목록에서 일부 회차를 볼 수 있다.
원작 그림책 역시 한국에서 여러 곳에서 정발되었다.

## 소개
'~씨(Mr. Men)'라고 불리는 남성 캐릭터와, '~양(Little Miss)'이라고 불리는 여성 캐릭터들이 엮여 생기는 여러 이야기를 다루는 옴니버스 스타일의 만화다. 각자의 이름과 성격이 일치한다는 것이 가장 큰 특징이다. 그래서 이들의 모습에서 우리와 닮은 모습을 발견할 수 있다. 한국에도 'EQ의 천재들'이라는 이름으로 정발되었으며 개정판이 계속 나오고 있다.
구버전 애니메이션은 원작의 스토리를 살리는 데 치중했고, 신버전인 'The Mr. Men Show'는 주민들을 엮어 만든 오리지널 스토리이다. 옴니버스식 애니메이션이라서 그런지 매화 마당 설정도 조금씩 다르고, 스토리가 연속적으로 이어지지 않는다. 일상에 일어나는 일들로 재미있는 스토리와 캐릭터 그리고 대사들로 인해 평은 아주 좋은 편. 하지만 95년도 만화를 본 사람들에게는 좀 서운할 일일지도 모른다. 수많은 캐릭터들이 대거 사라졌으며 그나마 남은 캐릭터들도 이름이나 모습이 많이 바뀐 캐릭터가 있어 누가 누군지 잘 모를 정도. 게다가 원작에서는 자주 나온 마법사 및 마을 사람들도 전혀 나오지 않게 되었다. 키다리씨와 오만양(우쭐양), 호기심양은 거의 극악의 확률로 등장해서 잘 모르는 사람도 많다.
해설의 한국판 성우는 구버전이 이선주, 신버전은 엄상현이 맡았다.
딱 한 번 와글와글 마을의 유래가 나온 적이 있는데 바이킹들이 정착해 만들어진 마을이라고 한다.

## 등장인물

### 남자들
간지럼씨
성우: 전태열
말 그대로 간지럼을 태우는 것을 좋아한다. 말버릇은 "누군가 간지럼이 필요하구나!"
먹보씨
이름처럼 무엇이든지 먹어치울 수 있다.
행복씨
성우: 신용우
주변 인물들을 행복하게 해주는 것을 좋아한다. 굿모닝 와글와글의 해설을 밝아양과 함께 담당하기도 하고 방송 출연을 많이 한다.
참견씨
성우: 정영웅
누구의 일에나 참견하고 끼어들기를 좋아한다.
재채기씨
틈만 나면 재채기를 자주 하며 손과 팔이 없다.
꽈당씨
성우: 전태열
이름대로 툭하면 넘어지거나 뭔가에 부딪치고, 이 때문에 종종 사고도 친다. 주 대사는 "이게 아닌데!"
눈사람씨
원래는 평범한 눈사람이었으나 산타의 마법으로 스스로 움직일 수 있게 되었다.
너절씨
성우: 하성용
거꿀씨
연갈색 볼러모자를 거꾸로 쓰고, 지팡이도 거꾸로 잡고, 말도 거꾸로 한다.
엉뚱씨
굉장히 엉뚱하다.
거만씨
거만하다.
작아씨
성우: 엄상현
공상씨
공상하다.
잊어씨
자기 이름조차 까먹을 정도로 건망증이 심각하다.
겁쟁이씨
성우: 하성용
이름 그대로 겁이 너무나 많아서 조그만 일에도 쉽게 겁을 먹는다.
시끄럼씨
성우: 강수진
게을러씨
성우: 하성용
웃겨씨
구두쇠씨
이름처럼 굉장한 짠돌이다.
수다씨
수다양의 오빠.
꼼꼼씨
성우: 박경찬
엉망씨
모든 엉망으로 한다.
우둔씨
불가능없어씨
힘세씨
성우: 정영웅
서툴러씨
조용씨
서둘러씨
키다리씨
이름처럼 다리가 남자들 중에서 가장 길고 또한 키도 가장 크다.
걱정씨
쓸데없는 걱정을 굉장히 많이한다.
터무니없어씨
틀려씨
장갑과 신발을 짝짝이로 착용하거나 머리에 모자 대신 화분을 착용하는 등 모든 일을 틀린 방법으로 한다.
빼빼씨
굉장한 소식가여서 마른 몸을 갖게됐다.
장난씨
이름대로 장난을 정말 많이 친다.
영리씨
영리하다.
바빠씨
바쁘고 빠르다.
느려씨
용감씨
용감하다.
통통씨
성우: 엄상현
언제나 고무공처럼 통통 튀어다닌다.
심술씨
성우: 이주창
투덜씨
완벽씨
완벽하다.
명랑씨
멋져씨
무례씨
성우: 홍진욱
착해씨
착하다.
투명씨
생일씨
생일양의 오빠.
크리스마스씨
크리스마스양의 오빠.
침착씨
차분하다.
모험씨
월터씨
놀라워씨
놀라운 능력이 많다.
피브씨
고집씨
성우: 엄상현
덜렁씨
성우: 정영웅

### 여자들
우쭐양
성우: 김은아
우쭐대는걸 좋아한다.
장난양
깔끔양
깔끔하다.
밝아양
성우: 이소영
밝고 활기찬 성격을 가진 캐릭터. 투덜씨의 천적, 굿모닝 와글와글 해설을 행복씨와 함께 담당하기도 하고 방송 출연을 많이 한다.
밤톨양
골치양
웃음양
성우: 정미라
도움양
늘 남들을 돕고자 한다.
마술양
성우: 김은아
이름처럼 가지고 있는 마술 지팡이를 사용해서 다양한 마법을 쓸 수 있다.
부끄럼양
멋져양
쌍둥이양
똑같이 생긴 일란성 쌍둥이다.
수다양
성우: 이소영
수다씨의 여동생. 이름처럼 쉴새없이 말을 쏟아낸다. 자신이 모든 분야의 전문가라고 생각하고 다른 이들에게 설명해 주는 게 자신의 의무인 양 행동한다.
늦어양
맨날 늦는 캐릭터다.
행운양
독서를 좋아한다.
스타양
슬기양
슬기롭다.
변덕양
변덕스럽다.
똑똑양
똑똑하다.
고집양
호기심양
재주넘기양
이름 그대로 유연하고 재주넘기를 잘한다.
엉뚱양
머리산만양
바빠양
바쁘다.
빨라양
정돈양
먹보양
재미양
재밌는 것들을 굉장히 좋아하고 파티를 매우 좋아하는 캐릭터다.
반대양
무서워양
성우: 이소영
나빠양
어머나양
성우: 정미라
공주양
왕실적인 것을 좋아한다.
포옹양
생일양
생일씨의 여동생.
밸런타인양
용감양
용감하다.
크리스마스양
크리스마스씨의 여동생.
굉장해양
굉장하다.
발명양
발명품을 좋아한다. 머리카락에 두 개의 연필과 렌치가 있다.
반짝반짝양
깜짝양
언제나 놀라움을 추구한다고 한다.
무모양
성우: 정미라
불행양
성우: 배주영

## 구판 방영 에피소드 목록
파일럿: 멋져양의 선물 (1994년 8월 21일)
1. 장난양의 농담 (1995년 9월 5일)
2. 서둘러씨, 가을이 다가오고 있어 (1995년 9월 8일)
3. 완벽씨의 인생에서 하루 (1995년 10월 16일)
4. 거만씨의 큰 집 (1995년 10월 27일)
5. 바빠양이 휴식을 취하다 (1995년 10월 30일)
6. 장난씨가 경기에 나서다 (1995년 11월 17일)
7. 정돈양이 친구를 잃다 (1995년 11월 20일)
8. 웃겨씨가 공연에 나서다 (1995년 12월 15일)
9. 밤톨양의 잊지 못할 일요일 (1995년 12월 21일)
10. 수다씨가 자신의 목소리를 잃다 (1995년 12월 25일)
11. 그는... 안녕 부끄럼양 (1995년 12월 27일)
12. 너절씨의 초대장 (1995년 12월 31일)

1. 꽈당씨가 여행을 간다 (1996년 1월 14일)
2. 우둔씨가 강아지처럼 앉는다 (1996년 1월 23일)
3. 변덕양에게는 정말 좋은 선택이었다! (1996년 1월 30일)
4. 크리스마스 복 많이 받으세요, 걱정 씨 (1996년 2월 10일)
5. 참견씨가 미스터리를 해결하다 (1996년 2월 12일)
6. 먹보씨에게 음식이 없다는 건 재미없어 (1996년 2월 17일)
7. 행운양을 위한 특별한 친구 (1996년 2월 20일)
8. 공상씨가 스타와 대화하다 (1996년 2월 25일)
9. 그만해, 우쭐양 (1996년 2월 29일)
10. 잊어씨...안녕, 웨이터! (1996년 3월 7일)
11. 젤리 씨의 용맹의 쇼 (1996년 3월 9일)
12. 힘세씨: 서커스의 왕 (1996년 3월 11일)
13. 터무니없어 씨는 달을 향해 노를 저어간다 (1996년 3월 14일)
14. 밝아양이 미소를 가져다주다 (1996년 3월 15일)
15. 꼼꼼씨는 마땅히 받아야 할 휴식을 취합니다 (1996년 3월 15일)
16. 두뇌와 근육의 서툴러씨 (1996년 3월 15일)
17. 용감씨는 유령 사냥을 간다 (1996년 3월 19일)
18. 골치양은 친절하지 않은가... (1996년 3월 19일)
19. 반대양과 함께하는 주말 (1996년 3월 19일)
20. 맙소사, 심술씨가 웃는다 (1996년 3월 21일)
21. 게을러씨는 더 이상 잠을 잘 수 없다 (1996년 3월 21일)
22. 작아씨의 큰 꿈 (1996년 3월 21일)
23. 통통씨가 파라다이스를 찾다 (1996년 3월 23일)
24. 무슨 질문이에요, 호기심양! (1996년 3월 23일)
25. 고집양은 끝까지 가다 (1996년 3월 23일)
26. 먹보양... 무도회의 벨 (1996년 3월 25일)
27. 간지럼씨가 하루를 구한다 (1996년 3월 25일)
28. 슬기양의 미친 하루! (1996년 3월 25일)
29. 재주넘기양의 라이벌 (1996년 3월 28일)
30. 스타양, 선두 증인 (1996년 3월 28일)
31. 늦어양이 모두를 이긴다! (1996년 3월 28일)
32. 빼빼씨는 수도꼭지 위에 있다 (1996년 3월 31일)
33. 그게 감사입니다, 거만씨! (1996년 3월 31일)
34. 깔끔양은 반점을 본다 (1996년 3월 31일)
35. 투덜씨가 끓어오르다 (1996년 3월 31일)

1. 멋져양의 또 다른 승리 (1997년 1월 2일)
2. 키다리씨를 위한 놀라움 (1997년 1월 2일)
3. 명랑씨가 모자를 벗다 (1997년 1월 2일)
4. 머리산만양이 모든 것을 혼란에 빠뜨린다 (1997년 1월 14일)
5. 행복씨의 아주 행복한 하루 (1997년 1월 14일)
6. 영리씨의 어리석은 내기 (1997년 1월 14일)
7. 정말 엉망진창이야, 도움양! (1997년 1월 17일)
8. 정돈양과 당첨 티켓 (1997년 1월 17일)
9. 우둔씨는 달에 약속한다 (1997년 1월 17일)
10. 잊어씨, 세계 최고의 배우! (1997년 1월 20일)
11. 안녕, 피자 익스프레스? (바빠씨) (1997년 1월 20일)
12. 서툴러씨, 수석 집사 (1997년 1월 20일)
13. 불가능없어 씨의 교훈 (1997년 1월 24일)
14. 스타양, 조리우드로 가다 (1997년 1월 31일)
15. 영리씨의 발명품 (1997년 2월 3일)
16. 수다양이 자신의 소명을 찾다 (1997년 2월 3일)
17. 빼빼씨의 놀라운 베팅 (1997년 2월 3일)
18. 웃음양의 직업 (1997년 2월 3일)
19. 바빠양, DIY 선생님 (1997년 2월 3일)
20. 수다양이 바다로 간다—타운 (1997년 2월 7일)
21. 게을러 씨는 오후에 낮잠을 잡니다 (1997년 2월 7일)
22. 용감씨 대 고릴라 코코 (1997년 2월 7일)
23. 장난양이 스키를 타러 간다 (1997년 2월 8일)
24. 엉뚱양이 홈 팜으로 가다 (1997년 2월 16일)
25. 터무니없어 씨의 이상한 병 (1997년 3월 4일)
26. 구두쇠씨는 한 푼도 남지 않았다 (1997년 3월 15일)
27. 슬기양의 놀이공원에서의 하루 (1997년 9월 3일)
28. 투덜씨의 휴일 (1997년 9월 3일)
29. 먹보양의 이상한 병 (1997년 9월 3일)
30. 느려씨가 선두를 차지하다 (1997년 9월 3일)
31. 힘세씨가 큰 물보라를 만들다 (1997년 9월 3일)
32. 완벽씨가 서부로 가다 (1997년 9월 3일)
33. 마술양의 구조 (1997년 9월 3일)
34. 엉뚱양의 어리석은 비밀 (1997년 9월 3일)
35. 수다씨와 앵무새 (1997년 9월 3일)
36. 늦어양이 마침내 따라잡다 (1997년 9월 3일)
37. 시끄럼씨, 음악가 (1997년 9월 3일)
38. 엉망씨, 스케이트 타러 간다 (1997년 9월 3일)
39. 도움양이 박람회에 간다 (1997년 9월 4일)
40. 걱정씨와 거인 (1997년 9월 4일)
41. 먹보씨는 저녁 파티에 간다 (1997년 9월 4일)
42. 우쭐양의 바쁜 하루 (1997년 9월 4일)
43. 꽈당씨가 사고를 당하다 (1997년 9월 4일)
44. 작아씨가 일자리를 찾다 (1997년 9월 4일)
45. 참견씨는 낚시하러 가다 (1997년 9월 4일)
46. 골치양과 마법의 페인트 (1997년 9월 4일)
47. 조용씨에게는 매우 시끄러워요 (1997년 9월 5일)
48. 장난씨가 예술가가 되다 (1997년 9월 5일)
49. 밤톨양과의 점심 (1997년 9월 5일)
50. 영리씨가 연을 날린다 (1997년 9월 5일)
51. 느려씨에게 감사 (1997년 9월 5일)
52. 부끄럼양이 박람회에 간다 (1997년 9월 5일)
53. 틀려씨를 위한 새로운 집 (1997년 9월 5일)
54. 생일 축하해, 머리산만양 (1997년 9월 6일)
55. 겁쟁이씨가 시간을 가다 - 여행 (1997년 9월 7일)
56. 구두쇠씨에게 큰 놀라움 (1997년 9월 8일)

1. 크리스마스 구출 (1991년 12월 15일)
2. 위대한 알파벳 사냥 (1992년 8월 21일)
3. 크리스마스 편지 (1998년 12월 7일)

## 신판 에피소드 목록
1. 하늘 여행
2. 호수
3. 해변
4. 배
5. 취미
6. 음악
7. 식당
8. 백화점
9. 과학
10. 책
11. 춤
12. 발명
13. 축제
14. 캠핑
15. 밤
16. 호텔
17. 생일
18. 세차
19. 야생 동물
20. 직업
21. 정원
22. 수집
23. 집안일
24. 운동
25. 놀이공원
26. 기차
27. 색칠
28. 물고기
29. 농장
30. 건축
31. 보름달
32. 슈퍼마켓
33. 눈
34. 통조림
35. 비 오는 날
36. 와글와글 기념일
37. 자동차
38. 관광
39. 어둠
40. 음식
41. 벌레
42. 서커스
43. 유람선
44. 요리
45. 병원
46. 잠
47. 정원 손질[1]
48. 퍼레이드
49. 영화
50. 모험
51. 더위
52. 게임

1. 소풍
2. 운전
3. 우주
4. 깨끗한 치아
5. 공항
6. 신발
7. 미술과 공예
8. 게임 쇼
9. 차고
10. 안경
11. 장난감
12. 파충류
13. 모자
14. 로봇
15. 파티
16. 위쪽과 아래쪽
17. 외식
18. 선물
19. 해와 달
20. 다양한 신발
21. 전화
22. 해변 2
23. 빨래
24. 재채기와 딸꾹질
25. 만들기
26. 과일
27. 라디오
28. 슈퍼마켓 2
29. 고층 건물
30. 다양한 물건
31. 극장
32. 이동 수단
33. 시계
34. 우체국
35. 다양한 음식
36. 애완동물
37. 댄스
38. 나무
39. 도서관
40. 건물이야기
41. 해적
42. 오물
43. 기차와 비행기
44. 먼 바다
45. 바닷가
46. 이웃사촌
47. 점심
48. 기계
49. 요정
50. 장난감 로봇
51. 집수리와 개조
52. 새
53. 목욕과 비눗방울
54. 모래와 파도
55. 딸꾹질 치료
56. 공원
57. 깜짝 사건
58. 여행
59. 나쁜 날씨
60. 햇볕
61. 해충과 유해 동물[2]
62. 자연

1. ↑  미국판은 Yard Work, 영국판은 Lawns
2. ↑  영국 공식 유튜브 채널에는 유일하게 해당 회차만 업로드되어있지 않다.